# NGC 2583
NGC 2583 (również PGC 23516) – galaktyka eliptyczna (E), znajdująca się w gwiazdozbiorze Hydry. Odkrył ją w roku 1886 Frank Muller.